# 郝帅
郝帅（1983年10月1日—），天津人，中國男子乒乓球運動員。郝帅打法突出，球感極佳，借力打力，其中近檯攻防技術非常突出，是一位具有歐洲中遠檯孤圈球和亞洲近檯快攻打法結合的球手。他曾经常年在国家队担任陪练，在国际大赛中也偶有发挥。

## 运动员生涯
郝帅与王皓、陈玘、邱贻可、张超、单明杰都曾是中国国家乒乓球队重点培训的成员，合称“六小龙”。但由于外战成绩不佳，郝帅在激烈的竞争中逐渐落后于王皓和陈玘，屡次与世界大赛的單打参赛名额擦肩，只能长期在国家队充当陪练角色。
2010年世界杯乒乓球赛，郝帅与马龙、王皓、许昕、张继科等人在迪拜代表中国国家队出战最终蝉联冠军，并实现三连冠。郝帅成为国乒历史上第101位世界冠军，终于打破了职业生涯长期与世界冠军无缘的宿命。
2012年6月29日，在厦门备战伦敦奥运会的国家乒乓球男队与厦门市体育局机关党委共同举办活动。在主教练刘国梁领誓下，张继科、马龙、许昕、郝帅、李平、赵卫星与厦门市体育局10名新党员，进行新党员宣誓。

## 外部連結
- 郝帅的新浪微博
- 【我的奥林匹克】郝帅[永久]
- 【乒乓王国】郝帅专访1（页面存档备份，存于）
- 【乒乓王国】郝帅专访2（页面存档备份，存于）
- 【乒乓王国】郝帅专访3（页面存档备份，存于）